# Civeta

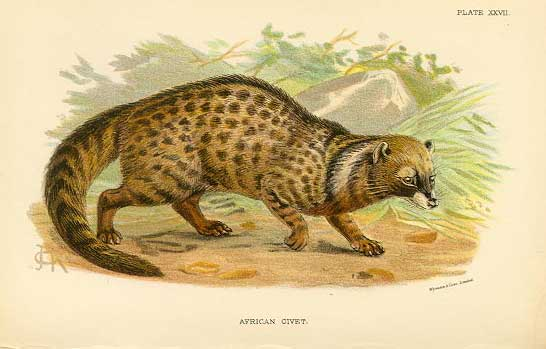
Civeta africana

Les civetes són un grup de nombroses espècies de petits mamífers de la família dels vivèrrids (sensu Gray, 1821). El nom civeta deriva del terme àrab zabād, que designa el mesc i significa ‘escumós’. Civeta s'estengué a altres llengües europees, com ara el francès, el català i l'italià. Els àrabs designaven l'animal amb el nom de qaṭṭ az-zabād (‘gat mesquer’). Antigament s'extreia el mesc de la bufeta de la civeta amb una sonda dita algàlia, que per extensió designà aquesta mena de mesc, i també la civeta mateixa.